# Zaragoza, La Piedad
Zaragoza är en ort i Mexiko.   Den ligger i kommunen La Piedad och delstaten Michoacán de Ocampo, i den centrala delen av landet, 300 km väster om huvudstaden Mexico City. Zaragoza ligger 1 686 meter över havet och antalet invånare är 794.
Terrängen runt Zaragoza är en högslätt. Runt Zaragoza är det ganska tätbefolkat, med 104 invånare per kvadratkilometer. Närmaste större samhälle är La Piedad Cavadas, 7,0 km väster om Zaragoza. Trakten runt Zaragoza består till största delen av jordbruksmark.